# Křížová cesta (Stárkov)
Křížová cesta ve Stárkově je poutní místo ve městě Stárkov. Nechal ji zbudovat městský radní města Johannes Schroll v roce 1755. Jednotlivá zastavení jsou tvořena kamennými bloky z šedého pískovce. Na nich jsou reliéfy, které vytvořil Bartoloměj Heinrich z Litomyšle. Cesta vychází od městského hřbitova. Na konci je kaple Čtrnácti svatých pomocníků.
Nápis na úvodním zastavení zní: Vám, kteří jdete s bolestí v duši touto cestou, zpytujte, zda ta vaše je tak velká, jako ta má.
Křížová cesta je zapsána na seznamu nemovitých památek pod číslem 11956/6-5578.